# Плацкартний вагон

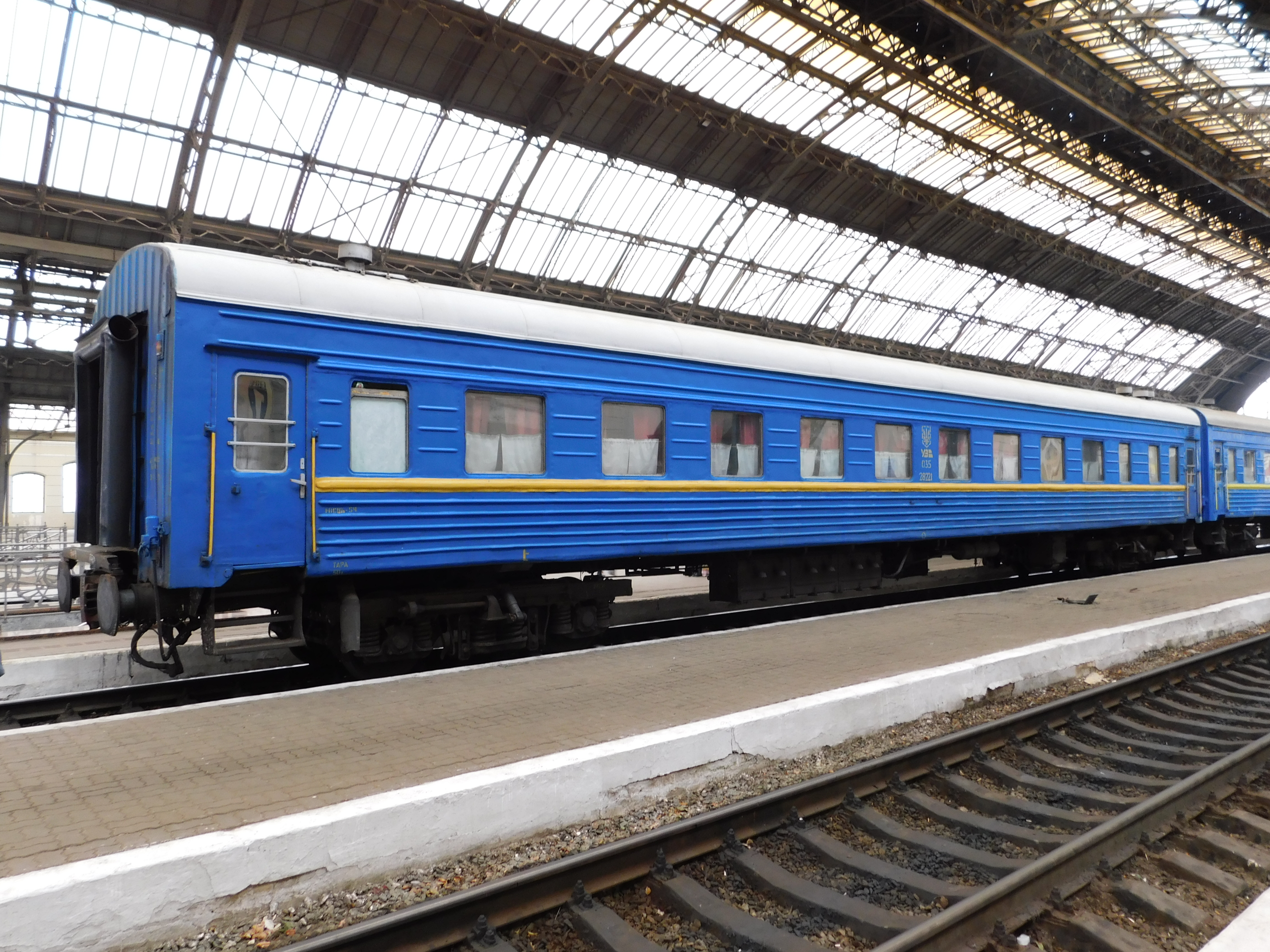
Плацкартний вагон 2019 року моделі 61-821

Плацкартний вагон (від нім. Platz-Karte — «плацкарта») — один з типів пасажирських вагонів у СРСР, Україні та пострадянських країнах, який призначався для перевезень у межах СРСР. Назва вагона походить від плацкарти — додаткової до проїзного квитка картки або квитанції, яка давала право пасажиру зайняти визначене нумероване місце.

## Опис
Звичайний плацкартний вагон має 9 відкритих секцій, розрахований на 54 спальні місця — по 6 місць у кожній секції: два нижні місця, два верхні і два бічні — нижнє та верхнє. У кожній секції є складаний стіл, третя полиця для речей і, під кожним нижнім пасажирськім місцем, — сховок для багажу. Вагон обладнаний двома туалетами, є титан для нагріву води.
Вартість квитка в плацкартний вагон нижча від вартості квитка в купейний вагон і вища від вартості квитка у загальний вагон. Вартість також залежить від фірмовості поїзда і коефіцієнту фірмовості вагона (який, у свою чергу, залежить від строку експлуатації вагона). Фірмовість, клас поїзда (вагона) та коефіцієнт фірмовості встановлюються Укрзалізницею залежно від рівня комфорту та надаваних послуг. Залежно від фірмовості, класу, маршруту й призначення пасажирського поїзда до його складу включають різну кількість різнотипних вагонів. В окремих поїздах міжнародних напрямків плацкартні вагони стандарту СРСР відсутні.

План плацкартного вагона: 1 і 5 — туалетні відділення; 2 — службове приміщення; 3 — купе для провідників; 4 — дев'ять шестимісних пасажирських відділень; 6 і 11 — два тамбури; 7 і 9 — два малі коридори; 8 — коридор вздовж вагона

## Галерея

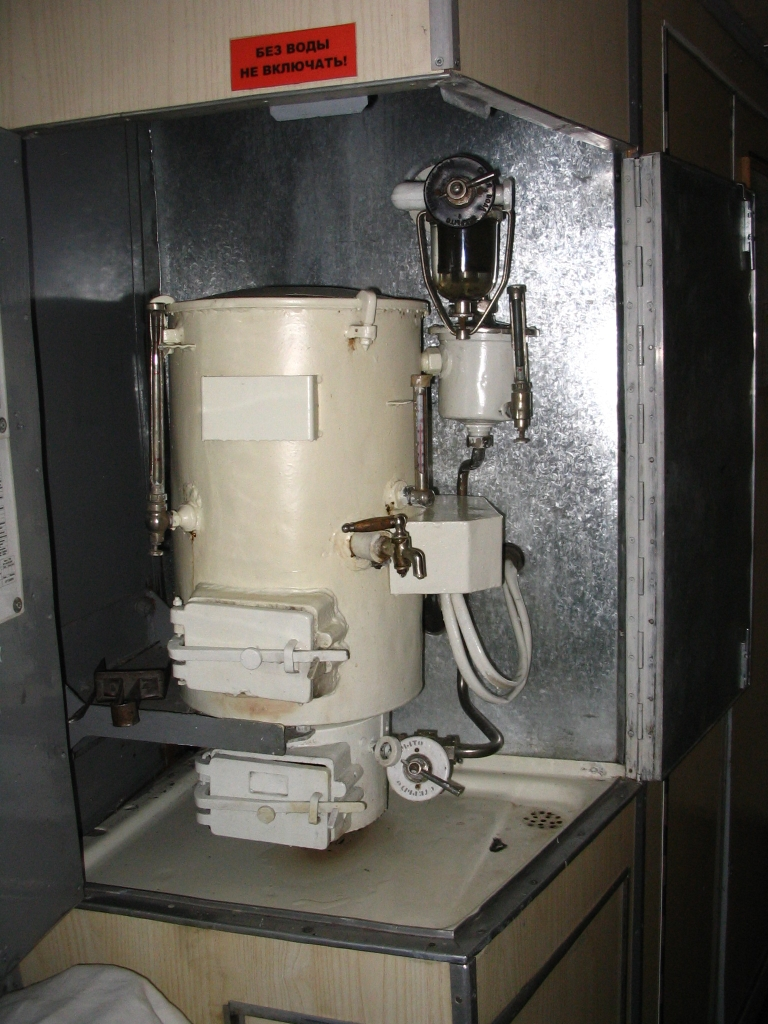
Титан для нагріву води в плацкартному вагоні
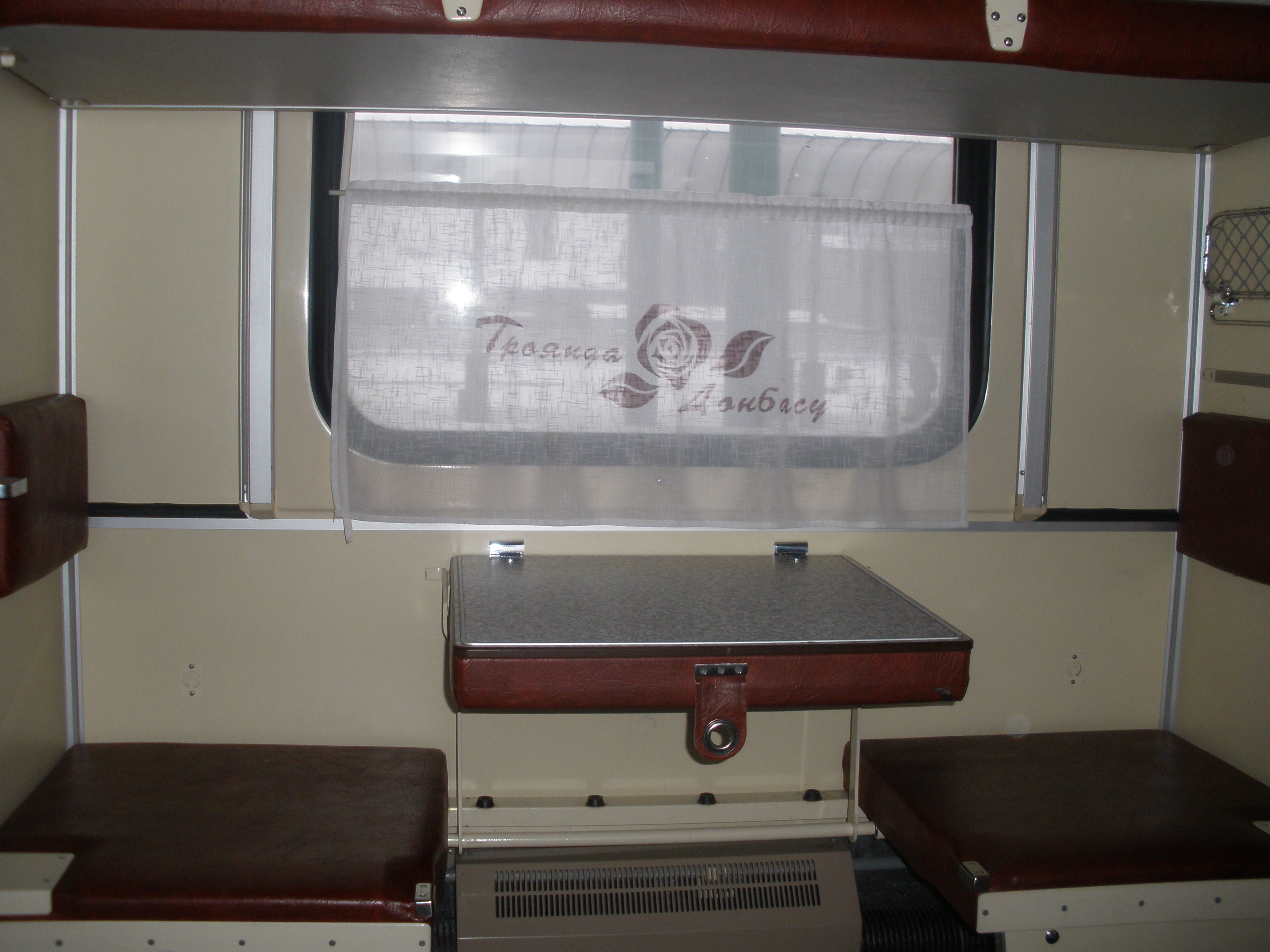
Бічні місця
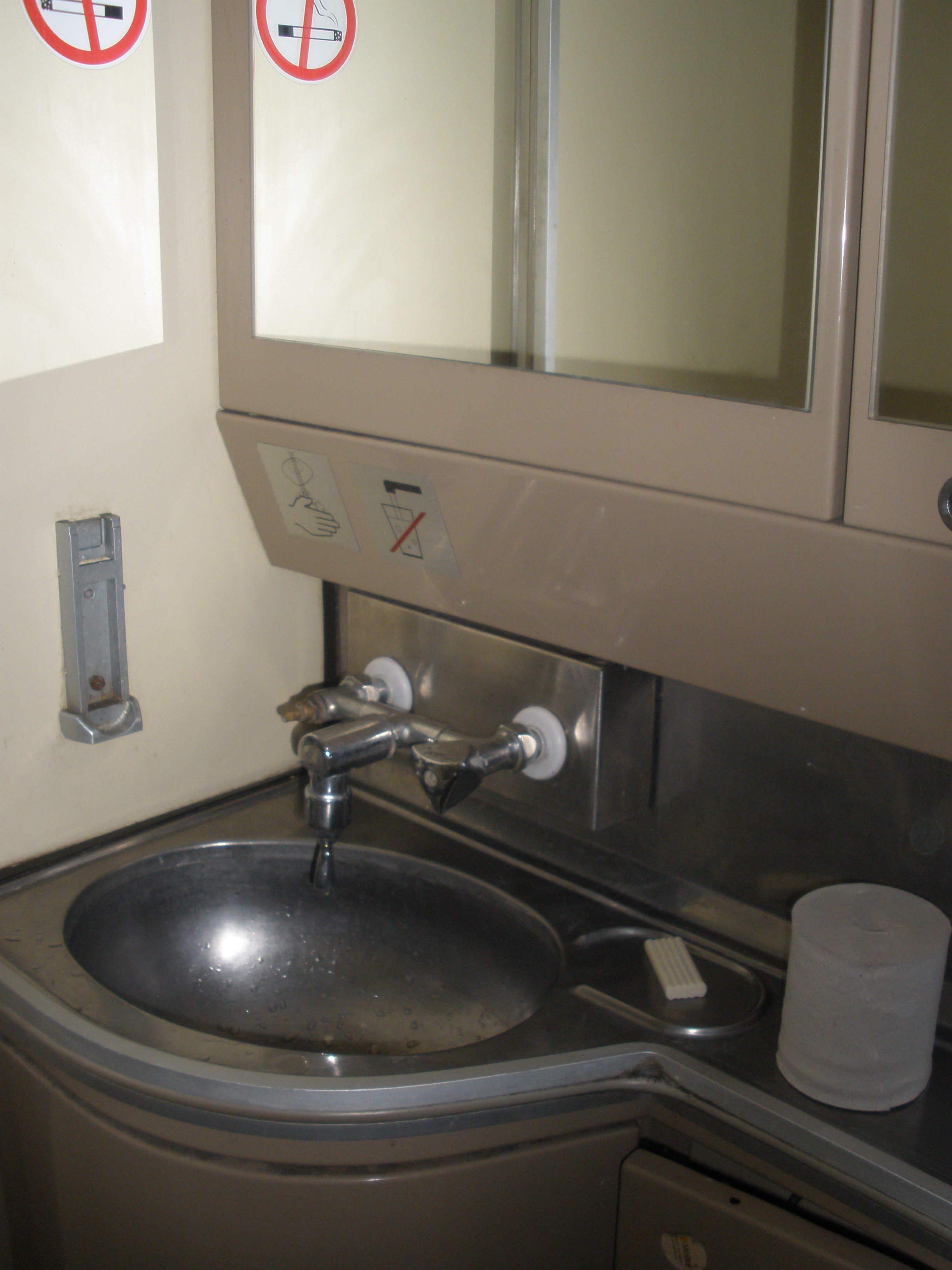
Умивальник